# Passiflora gracilens
Passiflora gracilens je biljna vrsta iz porodice Passifloraceae. Raste po Peruu i Boliviji.